# Agustín Rossi (calciatore)
Agustín Daniel Rossi (Buenos Aires, 21 agosto 1995) è un calciatore argentino, portiere del Flamengo.

## Caratteristiche tecniche
Si distingue per la grande abilità nel parare i calci di rigore..

## Carriera

### Club

#### Gli inizi
Cresciuto nel settore giovanile del Chacarita Juniors, debutta in prima squadra il 2 aprile 2014 in Copa Argentina contro l'Instituto (C)..
Viene ceduto prima all'Estudiantes (LP), che lo ha acquistato dal Chacarita e, in seguito, passa al Defensa y Justicia.

#### Boca Juniors e vari prestiti
Il 2 febbraio 2017 viene acquistato dal Boca Juniors. Disputa da titolare la gara d'andata della finale di Coppa Libertadores 2018, pareggiata per 2-2 contro il River Plate. Debutta ufficialmente in occasione del match di Primera Division Argentina 2016-2017 vinto per 2 reti a 0 contro il Banfield. Dopo i prestiti al Lanús e all'Dep. Antofagasta, ritorna al Boca nel 2020, chiamato a sostituire Esteban Andrada che passa poco tempo dopo al Monterrey e diventare definitivamente il portiere titolare della squadra.
Partita dopo partita si converte in uno dei giocatori più importanti e più decisivi della squadra risultando spesso determinante con le parate dagli undici metri in partite ad eliminazione diretta e non solo.
Non raggiunge l'accordo con la dirigenza ad un anno dalla scadenza dello stesso per rinnovare con il club. Il suo agente dichiarerà pubblicamente che il suo assistito percepisce uno stipendio estremamente basso, pari a quello percepito dal quarto portiere di Panama. e pertanto chiede, in seduta di rinnovo contrattuale, una cifra molto più alta, in particolare che diventi il calciatore più pagato o tra i più pagati della squadra. Dall'altro lato la dirigenza dichiarerà pubblicamente di aver realizzato una proposta gigante al giocatore, che però pochi giorni dopo rifiuterà, nello specifico Jorge Amor Ameal, presidente del Boca Juniors, annuncerà pubblicamente che il club non migliorerà l'offerta in quanto la cifra chiesta dal giocatore e il suo rappresentante è così alta da poter indebitare il club. Pochi giorni più tardi in occasione del match vinto per 2-1 contro il Platense, i tifosi lo accolgono in campo con un'ovazione, gridando per la sua permanenza.
Nel frattempo il club si tutela acquistando un nuovo portiere: Sergio Romero. Agustin risponde con due grandissime prestazioni, prima contro il Racing Club e poi 3 giorni dopo contro il Rosario Central, dove si rende protagonista parando l'ennesimo calcio di rigore.
Il 23 ottobre vince un nuovo campionato, da assoluto protagonista.

#### Flamengo e parentesi all'Al Nassr
Il 9 gennaio firma un pre accordo con il Flamengo e viene messo fuori rosa dagli argentini. In attesa del trasferimento al Flamengo, si trasferisce in prestito per 6 mesi al Al-Nassr, per sostituire l'infortunato David Ospina.

### Nazionale
Ha preso parte al Mondiale Under-20 2015 ed al vittorioso Campionato sudamericano Under-20 2015, in cui è subentrato all'infortunato Augusto Batalla durante il match vinto 3-0 contro la Bolivia.

## Statistiche

### Presenze e reti nei club
Statistiche aggiornate al 26 maggio 2025.
| Stagione                 | Squadra                  | Campionato               | Campionato | Campionato | Coppe nazionali | Coppe nazionali | Coppe nazionali | Coppe continentali | Coppe continentali | Coppe continentali | Altre coppe | Altre coppe | Altre coppe | Totale | Totale | Totale |
| Stagione                 | Squadra                  | Comp                     | Pres       | Reti       | Comp            | Pres            | Reti            | Comp               | Pres               | Reti               | Comp        | Pres        | Reti        | Pres   | Reti   |        |
| ------------------------ | ------------------------ | ------------------------ | ---------- | ---------- | --------------- | --------------- | --------------- | ------------------ | ------------------ | ------------------ | ----------- | ----------- | ----------- | ------ | ------ | ------ |
| 2014                     | Chacarita Juniors        | SD                       | 0          | 0          | CA              | 1               | -3              | -                  | -                  | -                  | -           | -           | -           | 1      | -3     |        |
| 2015                     | Chacarita Juniors        | PD                       | 1          | -1         | CA              | 0               | 0               | CL                 | 0                  | 0                  | -           | -           | -           | 1      | -1     |        |
| Totale Chacarita Juniors | Totale Chacarita Juniors | Totale Chacarita Juniors | 1          | -1         |                 | 1               | -3              |                    | 0                  | 0                  |             | -           | -           | 2      | -4     |        |
| gen.-giu. 2016           | Estudiantes (LP)         | PD                       | 2          | -1         | CA              | 0               | 0               | -                  | -                  | -                  | -           | -           | -           | 2      | -1     |        |
| giu.-dic. 2016           | Defensa y Justicia       | PD                       | 10         | -9         | CA              | 1               | -2              | -                  | -                  | -                  | -           | -           | -           | 1      | -2     |        |
| 2017                     | Boca Juniors             | PD                       | 16         | -12        | CA              | 1               | 0               | -                  | -                  | -                  | -           | -           | -           | 17     | -12    |        |
| 2017-2018                | Boca Juniors             | PD                       | 26         | -19        | CA              | 2               | -1              | CL                 | 10                 | -9                 | SA          | 1           | -2          | 39     | -31    |        |
| 2018-2019                | Boca Juniors             | PD                       | 11         | -14        | CA              | 4               | -2              | -                  | -                  | -                  | -           | -           | -           | 15     | -16    |        |
| 2019-2020                | Lanùs                    | PD                       | 23         | -29        | CA              | 1               | -1              | CS                 | 2                  | -2                 | -           | -           | -           | 26     | -32    |        |
| 2020-2021                | Boca Juniors             | PD                       | 6          | -6         | CA              | 5               | 0               | CL                 | 0                  | 0                  | -           | -           | -           | 11     | -6     |        |
| 2021                     | Boca Juniors             | PD                       | 21+5       | -15 + -2   | CA              | 0               | 0               | CL                 | 6                  | -2                 | -           | -           | -           | 32     | -19    |        |
| 2022                     | Boca Juniors             | PD                       | 24+13      | -22 + -8   | CA              | 1               | 0               | CL                 | 7                  | -3                 | SA          | 1           | -2          | 45     | -35    |        |
| Totale Boca Juniors      | Totale Boca Juniors      | Totale Boca Juniors      | 104+18     | -88 + -10  |                 | 13              | -3              |                    | 23                 | -14                |             | 2           | -4          | 160    | -119   |        |
| feb.-ago. 2023           | Al-Nassr                 | SPL                      | 7          | -6         | KC              | 0               | 0               | -                  | -                  | -                  | SA          | 1           | -3          | 8      | -9     |        |
| ago.-dic. 2023           | Flamengo                 | A                        | 15         | -12        | CB              | 1               | -1              | -                  | -                  | -                  | -           | -           | -           | 16     | -13    |        |
| 2024                     | Flamengo                 | CC+A                     | 12+35      | 0 + -39    | CB              | 4               | -1              | CL                 | 10                 | -6                 | -           | -           | -           | 61     | -81    |        |
| 2025                     | Flamengo                 | CC+A                     | 8+11       | -2 + -4    | CB              | 0               | 0               | CL                 | 6                  | -3                 | SB+Cmc      | 1+4         | -1 + -6     | 30     | -16    |        |
| Totale Flamengo          | Totale Flamengo          | Totale Flamengo          | 20+61      | -2 + -55   |                 | 5               | -2              |                    | 16                 | -9                 |             | 5           | -7          | 107    | -75    |        |
| Totale carriera          | Totale carriera          | Totale carriera          | 246        | -201       |                 | 21              | -11             |                    | 41                 | -25                |             | 8           | -14         | 316    | -251   |        |

## Palmarès

### Club

#### Competizioni statali
- Campionato carioca: 2

Flamengo: 2024, 2025
- Taça Guanabara: 2

Flamengo: 2024, 2025

#### Competizioni nazionali
- Campionato argentino: 3

Boca Juniors: 2016-2017, 2017-2018, 2022
- Copa de la Liga Profesional: 2

Boca Juniors: 2020, 2022
- Copa Argentina: 1

Boca Juniors: 2019-2020
- Coppa del Brasile: 1

Flamengo: 2024
- Supercoppa del Brasile: 1

Flamengo: 2025

### Nazionale
- Campionato sudamericano Under-20: 1

Uruguay 2015